# 비스마르크산맥

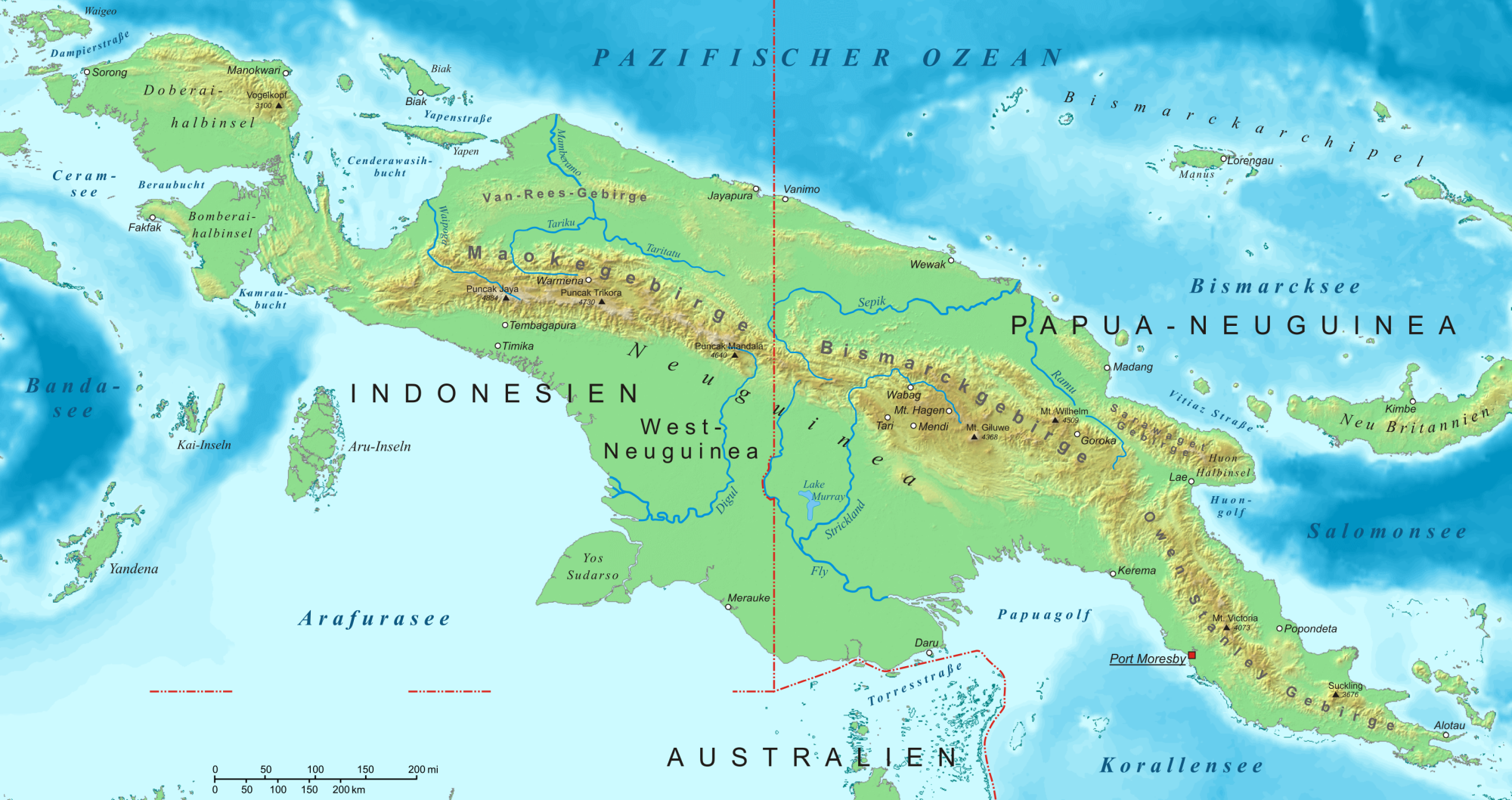
비스마르크산맥(오른쪽)

비스마르크산맥(Bismarck Range)은 파푸아뉴기니 중부 지역을 가로지르는 산맥으로 비스마르크산맥의 최고봉은 4,509m인 윌헬름산이다. 3,400m 이상 지역에서는 툰드라 고산 기후가 나타난다. 라무강이 비스마르크산맥에서 발원한다.